# Martin-pêcheur vintsi
Corythornis vintsioides
Espèce
Statut de conservation UICN

 LC  : Préoccupation mineure
Synonymes
- Alcedo vintsioides

Le Martin-pêcheur vintsi (Corythornis vintsioides) est une espèce d'oiseau de la famille des Alcedinidae, vivant à Madagascar et aux Comores (dont Mayotte).

## Taxinomie
Cette espèce a longtemps été placée dans le genre Alcedo. Elle a été déplacée dans le nouveau genre Corythornis à la suite des travaux phylogéniques de Moyle et al. en 2007.

## Sous-espèces
D'après Alan P. Peterson (qui conserve l'espèce dans le genre Alcedo), il existe deux sous-espèces :
- Alcedo vintsioides johannae (Meinertzhagen) 1924 ;
- Alcedo vintsioides vintsioides Eydoux & Gervais 1836.

## Liens externes

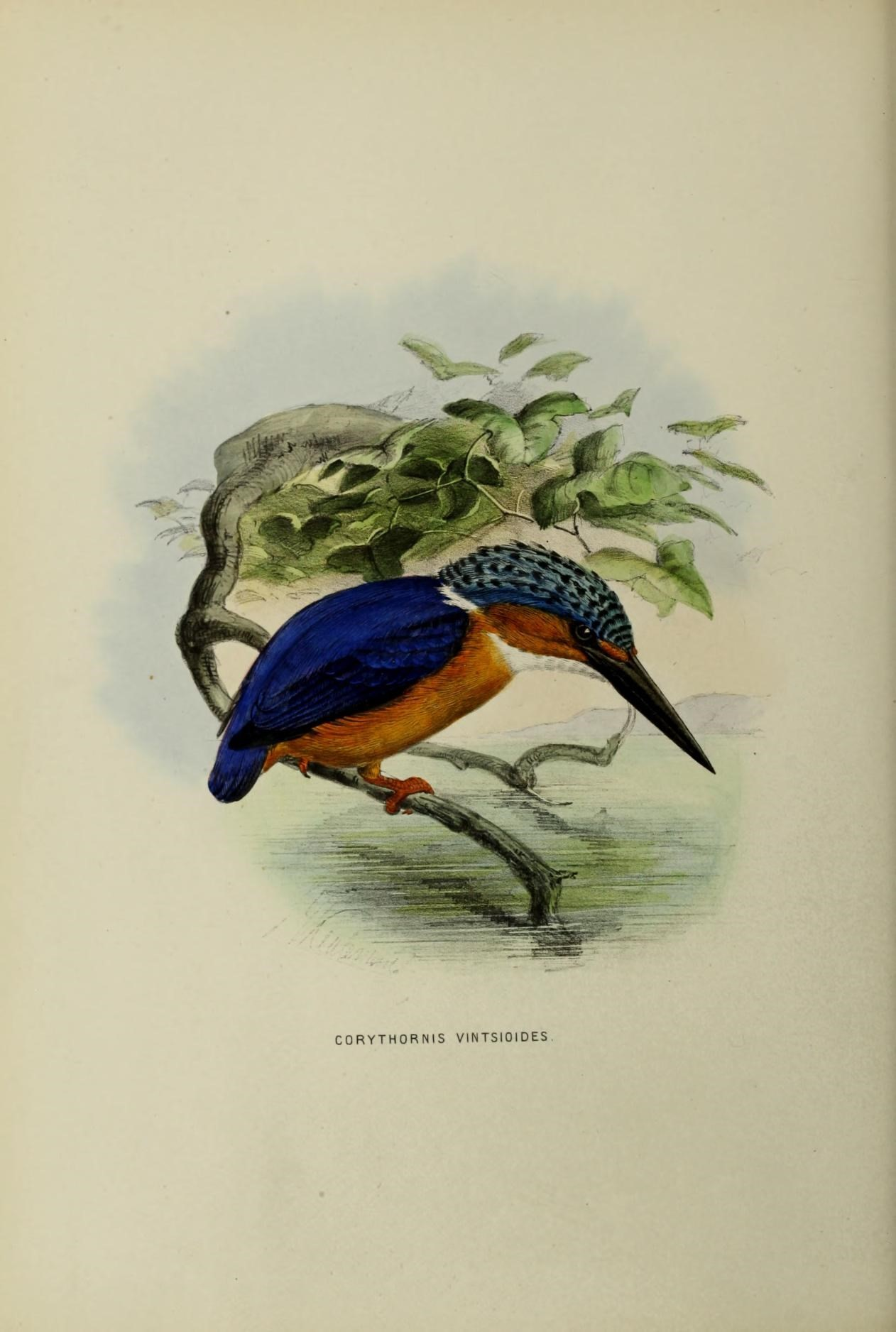
Alcedo vintsioides, 1868